# Cécile Gagnon
Pour les articles homonymes, voir Gagnon.
Cécile Gagnon est une auteure et illustratrice de contes pour enfants canadienne née à Québec, le 7 janvier 1936.

## Biographie
Elle étudie la littérature à l'Université Laval puis les arts graphiques à l'université de Boston et à l'École nationale supérieure des arts décoratifs de Paris ainsi que l'éducation artistique à l'Université Concordia.
Elle est rédactrice en chef des Cahiers Passe-partout au ministère de l'Éducation et responsable au Montréal-Matin du journal pour enfants Safari de 1971 à 1973. Elle a aussi cofondé, en 1978, Lurelu, la seule revue québécoise consacré à la littérature jeunesse, ainsi que l'Association des écrivaines et des écrivains québécois pour la jeunesse en 1992.
Le prix Cécile-Gagnon, créé en son honneur en 1997, est décerné chaque année aux auteurs d'un premier livre jeunesse, ainsi qu'aux trois ans au texte d'un album.
Le fonds d'archives de Cécile Gagnon est conservé aux Bibliothèque et Archives nationales du Québec de Montréal.

## Œuvres

### Publications
- La Pêche à l'horizon, Éditions du Pélican, 1961.
- Martine-aux-oiseaux, Éditions du Pélican, 1964.
- Le Voyage d'un cerf-volant, Éditions Héritage, Collection Brindille, 1972.
- Le voilier et la lune, Éditions Héritage, Collection Brindille, 1972.
- Trèfle et tournesol, Éditions Héritage, Collection Brindille, 1972.
- La Marmotte endormie, Éditions Héritage, Collection Brindille, 1972.
- La Journée d'un chapeau de paille, Héritage, Collection Brindille, 1972.
- La bergère et l'orange, Éditions Héritage, Collection Brindille, 1972.
- Plumeneige, Éditions Héritage, Collection Pour lire avec toi, 1976.
- L'épouvantail et le champignon, Éditions Héritage, Collection Pour lire avec toi, 1978.
- Le parapluie rouge, Éditions Héritage, Collection Brindille, 1979.
- La chemise qui s'ennuyait, Éditions Héritage, Collection Brindille, 1979.
- Les boutons perdus, Éditions Héritage, Collection Brindille, 1979.
- Lucienne, Éditions Héritage, Collection Brindille, 1979.
- L'édredon de minuit, Éditions Héritage, Collection Brindille, 1980.
- Une nuit chez le lièvre, Éditions Héritage, Collection Brindille, 1980.
- Plumeneige, Album, Éditions Héritage, 1983.
- Le pierrot de Monsieur Autrefois, Éditions Mondia, 1981.
- Alfred dans le métro, Éditions Héritage, Collection Pour lire avec toi, 1980.
- Les Malurons, tome 1 et 2, Centre Éditions et Culturel, 1981.
- Les lunettes de Sophie, Éditions Projets, Collection Capucine, 1981.
- Toudou est malade, Éditions Projets, Collection Capucine, 1981.
- Le roi sans royaume, Éditions Projets, Collection Coquelicot, 1981.
- Zoum et le monstre, Éditions Projets, Collection Coquelicot, 1981.
- Le roi de Novilande, Éditions P. Tisseyre, Collection Le marchand de sable, 1981.
- Histoire d'Adèle Viau et de Fabien Petit, Éditions P. Tisseyre, Collection Le marchand de sable, 1982.
- Pourquoi les moutons frisent, Éditions P. Tisseyre, Collection Le marchand de sable, 1983.
- Blé d'inde le lutin, Éditions Héritage, Collection Brindille, 1981.
- Une grosse pierre, Éditions Héritage, Collection Brindille, 1983.
- J'invente une histoire, Éditions Héritage, Collection Jeunes Créateurs, 1983.
- Surprises et Sortilèges, Éditions P. Tisseyre, Collection Le marchand de sable, 1983.
- Opération Marmotte, Éditions Héritage, Collection Pour lire avec toi, 1985.
- Bonjour l'Arbre, Éditions du Raton Laveur, 1985.
- J'ai chaud !, Éditions du Raton Laveur, 1986.
- Le nouveau logis, Éditions du Raton Laveur, 1988.
- Doux avec des étoiles, Collection Cœur de pomme, Éditions Pierre Tisseyre, 1988.

### Publication qui s'est vue discerner un prix ou une mention
- J'ai faim!, Éditions du Raton Laveur, 1986.
- L'ascenseur d'Adrien, Collection Libellule, Éditions Héritage, 1986.
- Le lutin sans nom, Éditions Passe-Partout, MEQ, 1986.
- Les Cachemires, Éditions Passe-Partout, MEQ, 1986.
- Moi, j'ai rendez-vous avec Daphné, collection Libellule, Éditions Héritage, 1987.
- Un chien, un vélo et des pizzas, Éditions Québec-Amérique, collection Jeunesse Romans, 1987. Un roman dont l'action se déroule à Brossard, atelier d'écriture réalisé avec une classe de 6e année de l'école Guillaume-Vignal, 1986.
- Châteaux de sable, Collection Conquêtes, Éditions Pierre Tisseyre, 1988.
- Une lettre dans la tempête, J'aime Lire, Bayard-Presse, Paris et Héritage, Montréal, 1989.
- Le passager mystérieux, Éditions Ovale, 1989.
- Mes premières fois..., Collection Jeunes créateurs, Éditions Héritage, 1989.
- GroZoeil mène la danse, Collection Libellule, Héritage, 1989.
- Pruneau au pays des papillons, Radio-Québec, 1990.
- Canelle et le frimassou, Radio-Québec, 1990.
- La casquette de Rigodon, Radio-Québec, 1990.
- Pruneau, Cannelle et le petit grimou, Radio-Québec, 1990.
- Les malheurs de Loriot, Radio-Québec, 1992.
- Une barbe en or, illustré par Daniel Dumont, collection Plus, HMH, 1991.
- Le champion des bricoleurs, Québec/Amérique, Collection Bilbo, 1991.
- Le mariage d'une puce, (collaboration avec Mimi Barthélemy) Québec/Amérique, coll Clip, 1991.
- Jules Tempête, album, Héritage, 1991.
- Racomptines, illustré par Béatrice Leclercq, Raton Laveur, 1992.
- Liberté surveillée, (en collaboration), Éditions Paulines, Collection VIP, 1993.
- L'herbe qui murmure, contes, Collection Clip, Québec/Amérique, 1992.
- GroZoeil en vedette à Venise, éd. Héritage, Collection Libellule, 1994.
- Deux jumeaux et un chien, (en collaboration) éditions Médiaspaul, Collection VIP, 1995.
- Après la pluie, le beau temps, album, Raton-laveur, 1995.
- Le homard voyageur, Éditions Hurtubise HMH, coll, Plus, 1995.
- Le bossu de l'île d'Orléans, Collection ma petite vache a mal aux pattes, Soulières éditeur, 1997.
- Sortie de nuit, Éditions Hurtubise HMH, Collection Plus, 1998.
- Un compagnon pour Elvira, Éditions Hurtubise HMH, Collection Plus, 2000.
- Le chien de Pavel, Soulières éditeur, Collection Ma petite vache a mal aux pattes, 2000.
- Une course folle, Hurtubise HMH, Collection Caméléon, 2002.
- Célestin et Rosalie, Soulières Éditeur, Collection Ma petite vache a mal aux pattes, 2002.
- La fille du roi Janvier, Éditions Pierre Tisseyre, Collection Sésame, 2002.
- La balançoire vide et le chat jaune, Éditions Leméac, 2003.
- Justine et le chien de Pavel, Soulières éditeur, Collection Ma petite vache a mal aux pattes, 2003.
- Le fantôme du peuplier « Atout fantastique », Éditions Hurtubise HMH, 2004.
- Pino, l'arbre aux secrets, Éditions Pierre Tisseyre, Collection Papillon, 2005.
- Histoire de la première baleine blanche, Mémoire d'encrier, Collection Contes et Légendes no 3, 2005.
- La dame blanche, légende québécoise, Éditions de l'Isatis, 2006.
- Au son du violon, trois contes du Québec d'autrefois, Collection Les 400 coups, 2007.
- Justine au pays de Sofia, Soulières éditeur, Collection Ma petite vache a mal aux pattes, 2008.
- Tam et Cam, conte vietnamien, Éditions de l'Isatis, 2008.

## Publication qui s'est mérité un prix ou une mention

### Collectifs
- Entre voisins..., AÉQJ, Ed. Pierre Tisseyre, coll. Conquêtes, 1997
- Peurs sauvages, AÉQJ, Ed. Pierre Tisseyre, 1998
- Les contes du calendrier, AÉQJ, Ed Pierre Tisseyre, 1999
- Petites malices et grosses bêtises, AÉQJ, Ed Pierre Tisseyre, 2001
- Les nouvelles du sport, AÉQJ, Ed Vents d'Ouest, 2003
- Tant d'histoires autour des seins, éditions Planète Rebelle, collection Paroles, 2003 (livre CD)

Livres publiés et disponibles en France:
- Johanne du Québec, Ed. Flammarion, Albums du père Castor, 1982 (épuisé)
- La boule verte, Ed. Flammarion, Albums du Père Castor, 1982 (épuisé)
- La maison Mîousse, Ed. de l'Amitié, Coll. Ma première amitié, 1983* Sélection 1000 lecteurs, 1984 (épuisé)
- L'Oiseau-Vent, La mère des Aigles, Messidor -La Farandole, (Paris), collection Mille images, 1987 (épuisé)
- Une lettre dans la tempête, J'aime Lire, Bayard-Presse, Paris et Héritage, Montréal, 1989 (retiré du marché)
- Je m'appelle Mousse, série Mousse, Éditions Milan, Toulouse, 1989
- Le festin de nuit, Éditions Milan, Toulouse, 1989
- Le tremblement de terre, Éditions Milan, Toulouse, 1989
- Le gourmand, Éditions Milan, 1989
- Le cadeau, Éditions Milan, 1989
- La récolte, Éditions Milan, 1989
- La bouée de sauvetage, Éditions Milan, 1989
- Le rescapé, Éditions Milan, 1989
- Le bain de lune, Éditions Milan, 1989
- L'imperméable, Éditions Milan, 1989
- L'empreinte, Éditions Milan, 1989
- Le bouquet, Éditions Milan, 1989
- L'orage, Éditions Milan, 1990
- Le goûter, Éditions Milan, 1990
- Mousse est perdu, Éditions Milan, 1990
- La surprise, Éditions Milan, 1990
- Le faux départ, Éditions Milan, 1990
- La blessure, Éditions Milan, 1990
- Voilà pourquoi les moutons frisent, illustré par Monique Félix, Humano, SA, Genève et Paris, 1990, 32 pages (épuisé)
- Clémentine clin d'œil, illustré par Anne-Marie Robain, collection Pagivores, Casterman, Tournai et Paris, 1991 (épuisé)
- Six cailloux blancs sur un fil, Albin Michel, Paris, coll. Petits contes de sagesse, 1997
- C'est ici, mon pays, roman, Castor poche, Flammarion, Paris, 1999
- Une veste pour rêver, collection: les petits contes de Mimi Barthélemy, illustrations Élodie Barthélemy, éditions Vents d'ailleurs, France, 2002

### Recueils
- Mille Ans de Contes Québec tome 1, Éditions Milan, Toulouse, 1996
- Contes traditionnels du Québec, Ed. Milan, Toulouse, 1998
- Mille Ans de Contes Québec tome 2 et 3, Éditions Milan, Toulouse, 2001 et 2007

#### Pour adultes
- Montréal des écrivains, (recueil collectif), l'Hexagone, 1990
- Le chemin Kénogami, roman, Éd. Québec-Amérique, coll. Deux continents, 1994
- Un arbre devant ma porte, roman, Éd. Québec-Amérique, 1999

#### Théâtre
- Jules Tempête, produit par le Théâtre de l'œil, 1993
- Le pays du Septdouze, écrit avec des enfants d'une école de France, 1992
- Cœurs battants, écrit avec des enfants d'une école d'Italie, 1993

#### Œuvres traduites
- Snowfeather, James Lorimer, Toronto
- Una barba d'oro, Edizioni Il capitello, Torino, Italia
- Hello, tree, McClelland and Stewart, Toronto, 1988
- I'm hot, McClelland and Stewart, Toronto, 1988
- I'm hungry, Mc Clelland and Stewart, Toronto, 1988
- A new house, Mc Clelland and Stewart, Toronto, 1988
- Le chien de Pavel, traduit en serbe, par ARTIST, à Belgrade (Serbie), 2005
- Plumeneige, album, coll. les petits albums, les 400 coups, 1999
- Petits contes de ruse et de malice, 400 Coup, 1999
- La rose et le diable, roman offert grâce à la collaboration de l'Association des libraires du Québec, de Veilleux Impression à demande à Longueil, de Diffusion du livre Mirabel et de Soulières éditeur, 2000

Souvenirs d'enfance
* Parcours d'une rebelle : récit d'enfance, Les Heures bleues, 2011

## Honneurs
- 1962 - Prix du Grand Jury des Lettres, La Pêche à l'horizon.
- 1964 - Prix du Mérite de la Foire internationale du livre de Leipzing, Ô Canada!.
- 1970 - Prix de la Province de Québec.
- 1980 - Concours littéraire ACELF, Alfred dans le métro.
- 1985 - Prix ACELF Raymond-Beauchemin, Où ça mène le progrès ?.
- 1988 - Finaliste au Prix du Gouverneur général, Châteaux de sable.
- 2001 - Finaliste au Prix du Gouverneur général, Le chien de Pavel.
- 2012 - Récipiendaire du prix Raymond-Plante[4] pour l'ensemble de son œuvre[5].